# Каптол (община)
Каптол (на хърватски: Kaptol) е село и община в Централна Славония, част от Пожежко-славонска жупания, Хърватия.
Според преброяването от 2011 г. има 3472 жители, 97 % от които хървати.